# Neenah, Wisconsin
Neenah là một thành phố thuộc quận Winnebago, tiểu bang Wisconsin, Hoa Kỳ. Năm 2000, dân số của thành phố này là 24507 người.